# San Jorge, Filippinerna
San Jorge (Bayan ng San Jorge) är en kommun i Filippinerna. Kommunen tillhör provinsen Samar och ligger på ön med samma namn. Folkmängden uppgår till 13 376 invånare.

## Barangayer
San Jorge är indelat i 41 barangayer.
| - Aurora - Blanca Aurora - Buenavista I - Bulao - Bungliw - Cogtoto-og - Calundan - Cantaguic - Canyaki - Erenas - Guadalupe - Hernandez - Himay - Janipon | - La Paz - Libertad - Lincoro - Matalud - Mobo-ob - Quezon - Ranera - Rosalim - San Isidro - San Jorge I (Pob.) - Sapinit - Sinit-an - Tomogbong - Gayondato | - Puhagan - Anquiana (Angkiana) - Bay-ang - Buenavista II - Cabugao - Cag-olo-olo - Guindapunan - Mabuhay - Mancol (Pob.) - Mombon - Rawis - San Jorge II (Pob.) - San Juan |